# Municipio 12 (condado de Rooks)
El municipio 12 (en inglés: Township 12) es un municipio ubicado en el condado de Rooks en el estado estadounidense de Kansas. En el año 2010 tenía una población de 154 habitantes y una densidad poblacional de 0,56 personas por km².

## Geografía
El municipio 12 se encuentra ubicado en las coordenadas 39°12′17″N 99°8′7″O / 39.20472, -99.13528. Según la Oficina del Censo de los Estados Unidos, el municipio tiene una superficie total de 277.03 km², de la cual 276.36 km² corresponden a tierra firme y (0.24%) 0.67 km² es agua.

## Demografía
Según el censo de 2010, había 154 personas residiendo en el municipio 12. La densidad de población era de 0,56 hab./km². De los 154 habitantes del municipio 12, el 96.1% eran blancos, el 0.65% eran afroamericanos, el 0.65% eran amerindios, el 0.65% eran asiáticos, el 0.65% eran de otras razas y el 1.3% pertenecían a dos o más razas. Del total de la población el 3.25% eran hispanos o latinos de cualquier raza.